# Fremantle
Fremantle (pronuncia [fɹəˌmæːntəɫ]) è un'importante città portuale nello Stato dell'Australia Occidentale, circa 20 km a sud-ovest della capitale Perth. Il nome del luogo nella lingua Noongar è Wal-yal-up ("luogo di pianto").

## Geografia fisica
La città sorge alla foce del fiume Swan a 19 chilometri da Perth, la capitale dello Stato dell'Australia Occidentale.

## Storia
La città prende il nome da Charles Fremantle, ufficiale della Royal Navy e primo europeo a prendere il possesso della zona per conto del re d'Inghilterra Giorgio IV, fu cofondatore della colonia libera sul fiume Swan unitamente all'altro ufficiale della marina inglese James Stirling nella primavera dell'anno 1829.
Nel 1850 sbarcarono i primi galeotti dall'Inghilterra in aiuto della esigua popolazione della colonia.
Durante la Seconda guerra mondiale il porto di Fremantle venne utilizzato dagli alleati come base dei sottomarini che operavano nelle acque dell'Oceano Pacifico.

## Monumenti

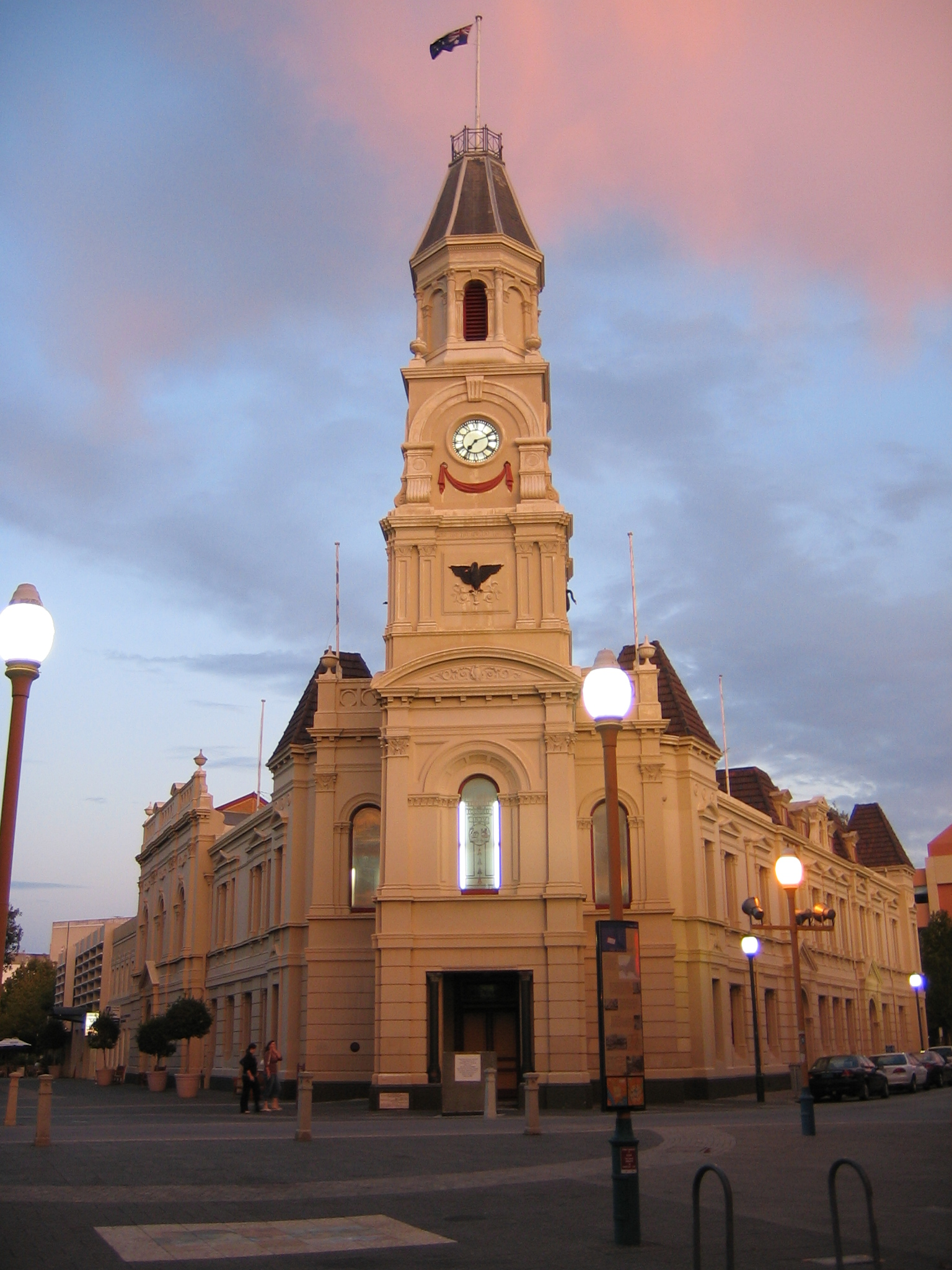
Fremantle Town Hall

La Round House viene indicata come il più vecchio edificio costruito nell'Australia Occidentale, la sua edificazione risale agli anni 1830-1831 e fu utilizzato come prigione a partire dal 1850 fino al 1886.
La Prigione di Fremantle è un edificio che venne eretto dai primi galeotti giunti nella zona e funzionò da prigione dal 1886 al 1991, oggi è aperto al pubblico in qualità di sito storico culturale dell'Australia Occidentale. A Fremantle c'è anche la tomba del cantante scozzese naturalizzato australiano Bon Scott, la famosissima voce degli AC/DC storica band Hard Rock.

## Economia
La risorsa più importante è data dal flusso turistico, la città è sede di numerose attività commerciali tra i quali caffetterie e ristoranti che servono piatti di cucine diverse, da quella italiana e greca a quelle asiatiche.

## Società

### Evoluzione demografica
A Fremantle sono presenti numerose comunità tra le quali spiccano la italiana, croata e portoghese.

## Sport
Fremantle ospitò nel 1987 l'edizione dell'America's Cup di vela, dopo la vittoria della barca Australia II avvenuta quattro anni prima negli Stati Uniti.

## Amministrazione

### Gemellaggi
Fremantle è gemellata a Capo d'Orlando (nella città metropolitana di Messina) dal 1982; è stata infatti meta dell'immigrazione Orlandina in entrambi i dopo guerra. Fra la sua popolazione sono presenti quasi 6.000 Orlandini o discendenti.
Dal 1984 è gemellata con Molfetta, città nella città metropolitana di Bari.
Tali gemellaggi sono ricordati nella toponomastica stradale: al porto di Fremantle esistono due strade denominate rispettivamente Capo D'Orlando Drive e Molfetta Quay. A Molfetta invece esiste una via denominata via Fremantle e a Capo d'Orlando un giardino pubblico chiamato Villa Fremantle.